# Havana
 For alternative betydninger, se Havana (flertydig). (Se også artikler, som begynder med Havana)
La Habana, hvis officielle navn er Ciudad de la Habana, (på dansk Havana) er hovedstaden i republikken Cuba og den næststørste by i Caribien (efter Santo Domingo) med et indbyggertal på 2,1 millioner. Det er samtidig navnet på en af Cubas provinser.

## Historie
Det var conquistadoren Diego Velasquez de Cuellar, som i 1515 grundlagde den første by på Cuba. Byen, som lå på øens sydkyst, fik navnet La Habana, blev i 1519 flyttet til dens nuværende placering.
Havana var oprindeligt et handelssted og valgtes i 1607 som hovedstad i den spanske koloni Cuba. Byen udviklede sig til at blive den vigtigste havneby i de spanske kolonier i den Nye Verden.
Havana led under fribytteres nedbrænding af byen i 1538 samt plyndringer i 1553 og 1555. Storbritannien indtog byen i 1762 og gav den det følgende år i bytte for Florida. Efter at have fået byen tilbage gjorde spanierne den til den bedst befæstede by i Amerika.
Under spiritusforbudstiden i USA i 1920'erne var Havana et populært feriemål for amerikanere; nat- og spilleklubberne overlevede ophævelsen af spiritusforbuddet, men de fleste blev lukket i 1959 efter den cubanske revolution. Det var i denne periode, de mange amerikanerbiler kom til Cuba, disse biler præger stadig i dag bybilledet i Havana trods deres efterhånden ringe stand.
I det gamle Havana er der bevaret meget af den spanske koloniale arkitektur, og bydelen er på UNESCOs Verdensarvsliste.

## Geografi

### Placering
Havana ligger i den nordvestlige del af Cuba og udgør en selvstændig provins, Ciudad de La Habana. Byen strækker sig vest og sydpå fra bugten Bahia de la Habana.
Byen grænser op til Floridastrædet mod nord og til provinsen La Habana i alle andre retninger.

### Administrativ opdeling
Provinsen Havana er administrativt opdelt i 15 kommuner:
| Kommune                | Indbyggere (2008) | Areal (km²) | Tæthed (/km²) | Koordinater                                   | Nummer på kort |
| ---------------------- | ----------------- | ----------- | ------------- | --------------------------------------------- | -------------- |
| Playa                  | 179.034           | 36          | 4.973         | 23°05′39″N 82°26′56″V / 23.09417°N 82.44889°V | ( 3)           |
| Plaza de la Revolución | 155.516           | 12          | 12.960        | 23°08′0″N 82°23′15″V / 23.13333°N 82.38750°V  | ( 5)           |
| Centro Habana          | 152.861           | 4           | 38.215        | 23°08′9″N 82°22′56″V / 23.13583°N 82.38222°V  | ( 6)           |
| La Habana Vieja        | 91.496            | 5           | 18.299        | 23°08′14″N 82°21′57″V / 23.13722°N 82.36583°V | ( 7)           |
| Regla                  | 43.241            | 9           | 4.805         | 23°08′11″N 82°18′5″V / 23.13639°N 82.30139°V  | (14)           |
| La Habana del Este     | 173.623           | 145         | 1.197         | 23°09′44″N 82°14′58″V / 23.16222°N 82.24944°V | (15)           |
| Guanabacoa             | 113.132           | 127         | 891           | 23°05′55″N 82°14′59″V / 23.09861°N 82.24972°V | (13)           |
| San Miguel del Padrón  | 158.485           | 26          | 6.096         | 23°03′19″N 82°16′55″V / 23.05528°N 82.28194°V | (11)           |
| Diez de Octubre        | 215.560           | 12          | 17.963        | 23°05′49″N 82°20′24″V / 23.09694°N 82.34000°V | ( 9)           |
| Cerro                  | 129.378           | 10          | 12.938        | 23°06′49″N 82°21′48″V / 23.11361°N 82.36333°V | ( 8)           |
| Marianao               | 133.114           | 21          | 6.339         | 23°04′45″N 82°24′0″V / 23.07917°N 82.40000°V  | ( 4)           |
| La Lisa                | 130.812           | 38          | 3.442         | 23°01′57″N 82°28′42″V / 23.03250°N 82.47833°V | ( 2)           |
| Boyeros                | 186.761           | 134         | 1.394         | 22°58′41″N 82°23′23″V / 22.97806°N 82.38972°V | ( 1)           |
| Arroyo Naranjo         | 210.740           | 83          | 2.539         | 23°00′52″N 82°18′11″V / 23.01444°N 82.30306°V | (10)           |
| Cotorro                | 74.379            | 66          | 1.127         | 23°00′17″N 82°12′49″V / 23.00472°N 82.21361°V | (12)           |

### Klima
Klimaet er ligesom på resten af øen tropisk (Köppens: Aw) med meget få udsving i temperaturen, men dog med en klar opdeling i våd og tør årstid.
Byen ligger ikke direkte i orkanbæltet (på Cuba rammer de normalt sydkysten), men i 2005 ramte orkanen Dennis byen og forårsagede store ødelæggelser på bygninger i den gamle bydel.